# Panzer General
Panzer General – komputerowa strategiczna gra turowa osadzona w realiach II wojny światowej, wyprodukowana przez Strategic Simulations i wydana przez to samo przedsiębiorstwo w 1994 roku. Jest to pierwsza część dwóch serii gier komputerowych: Panzer General i 5-Star General.
W Panzer Generalu gracz wciela się w niemieckiego dowódcę sił wojskowych, który kieruje nimi w skali operacyjnej w bitwach II wojny światowej. Wraz z postępem w rozgrywce kierowane jednostki nabywają doświadczenie, możliwa jest też rozbudowa armii. Gra wyróżniała się nowoczesną niegdyś oprawą audiowizualną oraz przystępnym interfejsem.

## Rozgrywka
Panzer General jest strategiczną grą turową, co oznacza, że gracz ma do dyspozycji określoną liczbę ruchów, po których wykonaniu zaczyna się tura przeciwnika. Rozgrywka ma miejsce na planszy składającej się z pól sześciokątnych, po których gracz przesuwa posiadane jednostki. Pola pozostające poza widocznością jednostek gracza stanowią mgłę wojny.
W Panzer General gracz wciela się w dowódcę sił wojskowych, którego zadaniem jest kierowanie swym wojskiem w skali operacyjnej. W zależności od strony konfliktu celem jest zdobycie kluczowej większości miast i lotnisk lub utrzymanie posiadanych przez siebie. Za udane działania wojenne (na przykład niszczenie wrogich sił oraz zdobywanie miast) gracz otrzymuje punkty prestiżu, które może przeznaczyć na rozbudowę własnej armii o nowe jednostki lub ulepszenie już istniejących. Same jednostki różnią się między sobą współczynnikami obrony i ataku, szybkością ruchu, zasięgiem ostrzału i tym podobnymi parametrami. Różnice te odzwierciedlają realia wojenne, na przykład wczesne czołgi niemieckie są gorsze od brytyjskich i francuskich, artyleria przemieszcza się bardzo powoli, a bombowce do czasu zdobycia doświadczenia wykazują nieefektywność w walce. Piechota może zostać przewieziona pojazdami transportowymi, ale musi je opuścić przy transporcie powietrznym między istniejącymi w grze lotniskami.
Kierowanym jednostkom można w danej turze wydać różne rozkazy: zaatakowanie sił przeciwnika, przeniesienie na inne pole, odnowienie swych sił bądź uzupełnienie zaopatrzenia. Podczas walki brane są pod uwagę współczynniki ataku i obrony walczących sił, teren, na którym odbywa się bitwa oraz poziom okopania się broniących się jednostek. Dana jednostka może utracić część punktów siły w wyniku starcia z siłami wroga, w wyniku czego traci skuteczność w walce, lub nawet zostać całkowicie zniszczona. Ponadto kierowane oddziały mają zapas amunicji (oraz w przypadku pojazdów i samolotów – paliwa), który wyczerpuje się w miarę postępów w misji. Wraz z postępem w walce jednostki nabywają punkty doświadczenia, które czynią je skuteczniejszymi w działaniach wojennych.
Kampania dla jednego gracza umożliwia poprowadzenie niemieckiej armii w kilkudziesięciu scenariuszach, przy czym gracz może rozpocząć rozgrywkę od roku 1939, 1941 lub 1943. Za każdym razem celem jest zwycięstwo w walce z komputerowym przeciwnikiem. Im szybciej gracz odniesie zwycięstwo, tym więcej zdobywa punktów prestiżu i większe ma możliwości wyboru kolejnych misji, a co za tym idzie – spada poziom trudności rozgrywki. Przykładowo po szybkim rozgromieniu armii francuskiej w 1940 roku gracz może uderzyć na Wielką Brytanię, co odsuwa perspektywę alianckiego desantu na kontynencie.

## Odbiór i kontynuacja
Panzer General stanowił innowację wśród gier wojennych. Ze względu na nowoczesną wówczas oprawę audiowizualną oraz przyjazny dla gracza interfejs odniósł znaczący sukces. Gra zapoczątkowała w ten sposób dwie serie. Pierwsza, pod nazwą Panzer General, składała się z kontynuacji w prostej linii: Panzer General II (1997), Panzer General 3D (1999), Panzer General III: Scorched Earth (2000), Panzer General: Allied Assault (2009) i Panzer General: Russian Assault (2010). Druga, znana jako 5-Star General, kontynuowana była przez następujące tytuły: Allied General, Pacific General, Star General i Fantasy General. Wpływy Panzer General można odnaleźć w grach takich, jak Civilization V.